# سیارک ۱۶۲۱۱
سیارک ۱۶۲۱۱ (به انگلیسی: 16211 Samirsur، نامگذاری:2000CL83) شانزده هزار و دویست و یازدهمین سیارک کشف شده‌است که در ۴ فوریه ۲۰۰۰ کشف شد.
قدر مطلق سیارک برابر ۱۰.۷ است.